# Socratea exorrhiza
Socratea exorrhiza, cọ đi bộ hoặc cashapona, là một cây cọ có nguồn gốc từ rừng mưa nhiệt đới ở vùng Trung Mỹ và Nam Mỹ. Nó có thể cao tới 25 mét, với đường kính thân lên tới 16 cm,, nhưng chúng thường cao hơn 15-20m và có đường kính khoảng 12 cm. Nó có rễ cao bất thường, chức năng của nó vẫn đang được tranh luận. Người ta đã tìm thấy nhiều loài thực vật biểu sinh mọc trên cây. Socratea exorrhiza được thụ phấn bởi bọ cánh cứng và các sinh vật khác nhau khi ăn hạt hoặc cây con của nó.

## Chức năng của rễ cây

Cách rễ cây được đề xuất để cho phép nó tự điều chỉnh sau khi các cây khác sụp đổ trên nó. 1 - Cọ đang phát triển bình thường. 2 - Một cây đổ sập lên cây cọ và làm phẳng thân cây. 3 - Rễ gốc mới hình thành dọc theo thân cũ và rễ gốc (đường đứt nét) bắt đầu chết. 4 - Cọ tiếp tục phát triển bình thường nhưng bây giờ đã di chuyển ra khỏi nơi nó ban đầu nảy mầm.

E. J. H. Corner vào năm 1961 đã đưa ra giả thuyết rằng rễ cây bất thường của S. exorrhiza là để thích nghi với việc phát triển trong các khu vực đầm lầy của rừng. Không tồn tại bất kỳ bằng chứng rằng rễ cây trên thực tế là một sự thích nghi với lũ lụt, và các chức năng thay thế cho chúng đã được đề xuất. John H. Bodley vào năm 1980 đưa ra giả thuyết rằng trên thực tế cọ có thể di chuyển nếu một cây khác rơi xuống cây con và quật ngã nó. Nếu có một tác động như vậy xảy ra thì S. exorrhiza có thể tạo ra các gốc cây thẳng đứng mới và sau đó có thể tự điều chỉnh rễ cây ban đầu bị mục nát. Radford viết trên tờ Skeptical Inquirer tháng 12 năm 2009 rằng "Thật thú vị khi suy nghĩ trong khi không có ai chứng kiến khi cọ đi bộ trong rừng nhiệt đới cả, đó chỉ là một huyền thoại", và trích dẫn hai nghiên cứu chi tiết đưa ra kết luận này. Những lợi thế khác của rễ cây S. exorrhiza so với rễ bình thường đã được đề xuất. Swaine đề xuất vào năm 1983 rằng họ cho phép lòng bàn tay xâm chiếm các khu vực có nhiều mảnh vụn (ví dụ, các khúc gỗ chết) vì chúng có thể tránh được bằng cách di chuyển rễ của chúng. Hartshorn đề xuất vào năm 1983 rằng rễ cây cho phép cọ mọc lên để đạt được ánh sáng mà không cần phải tăng đường kính của thân cây. Rễ cây làm cho S. exorrhiza ổn định hơn và do đó cho phép nó phát triển cao hơn và nhanh hơn so với bình thường. Chúng cũng cho phép cây cọ dùng ít năng lượng cho rễ ngầm hơn các cây cọ khác, do đó để lại nhiều năng lượng hơn được sử dụng để phát triển trên mặt đất. Người ta cũng nghĩ rằng rễ cây có thể mang lại lợi thế khi S. exorrhiza đang phát triển trên một sườn dốc, nhưng không có bằng chứng nào được tìm thấy.
Iriartea ventricosa có rễ tương tự S. exorrhiza.

## Thực vật

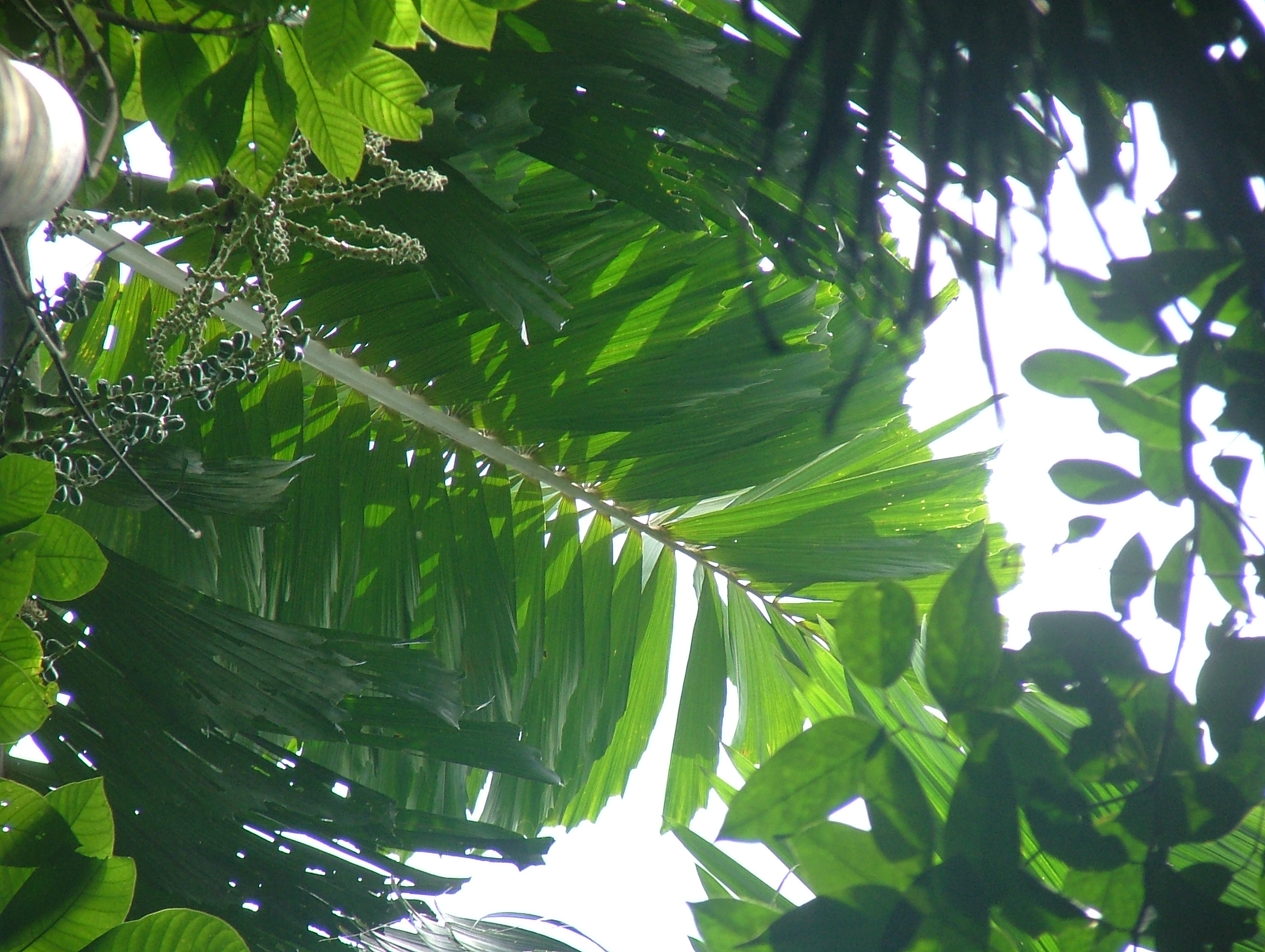
Một lá cây S. exorrhiza

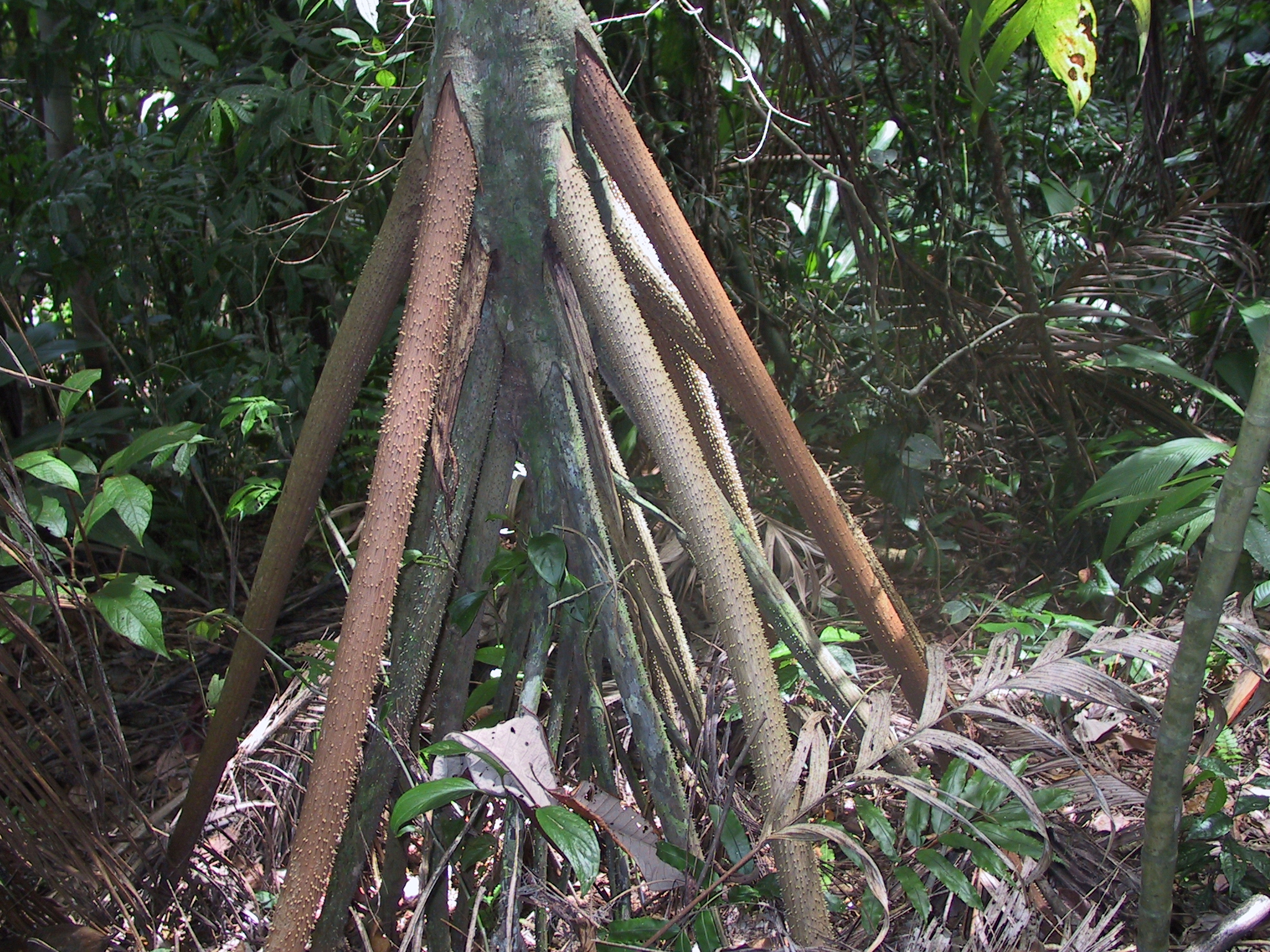
Cận cảnh rễ bất thường của S. exorrhiza

Nhiều loài biểu sinh khác nhau đã được tìm thấy để phát triển trên S. exorrhiza. Một nghiên cứu trên 118 cây riêng lẻ ở Panama đã tìm thấy 66 loài trong số 15 loài, sống trên đó. Rêu bryophytes bao phủ tới 30% thân cây, và độ che phủ tăng khi đường kính thân cây tăng. Khoảng một nửa số cây được nghiên cứu có mô mạch phát triển trên chúng. Có tới 85 cá thể từ 12 loài khác nhau được tìm thấy trên một cây cọ và một cây khác đã bị chiếm đóng bởi tổng số 16 loài khác nhau. Các loài biểu sinh phổ biến nhất là ba loài dương xỉ, Ananthacorus angustifolius, Elaphoglossum sporadolepis và Dicranoglossum panamense, chiếm 30% tổng số cá thể được ghi nhận. Các loài phổ biến khác, chiếm hơn 5% số cá thể được tìm thấy, bao gồm Scaphyglottis longicaulis (Họ Lan), Philodendron schottianum (Họ Ráy) và Guzmania subcorymbosa (Họ Dứa). Gần một nửa số loài được ghi nhận là rất hiếm, tuy nhiên, chỉ có từ 1 đến 3 cá thể được ghi nhận trên tất cả các S. exorrhiza. Một sự phân bố theo chiều dọc rõ ràng đã được tìm thấy giữa các loài khác nhau: một số sinh trưởng ở tầng dưới, một số khác ở giữa và những loài khác trong tán cây. Những thực vật biểu sinh được tìm thấy lớn hơn đáng kể so với những cây không có. Điều này cho thấy cây cọ phải đạt đến một độ tuổi nhất định trước khi chúng bị bao phủ; ví dụ, người ta ước tính rằng S. exorrhiza phải ít nhất 20 tuổi trước khi các loài biểu sinh định cư trên chúng 

## Hình thái của lá
Lá của S. exorrhiza mọc nhiều hơn trong ánh mặt trời dày đặc, có nhiều trichomes và khí khổng so với những phát triển trong bóng râm.

## Động vật ăn thịt
Peccaries môi trắng tiêu thụ một tỷ lệ lớn hạt giống S. exorrhiza và đóng một vai trò quan trọng trong việc hạn chế sinh sản của chúng.

## Sinh sản
Socratea exorrhiza ra hoa chủ yếu trong mùa khô và được bọ cánh cứng thụ phấn, thường được các loài Phyllotrox (Derelomini) và Mystrops (Nitidulidae) ghé thăm. Hạt nặng khoảng 3,5g và dàikhoảng 2 cm và rộng khoảng 1,5 cm, chỉ khoảng 45% trong số chúng nảy mầm và khoảng một phần tư trong số này chết 

## Công dụng
Thân cây được sử dụng trong việc xây dựng nhà cửa và các công trình khác, và dùng để làm giáo. Nó thường được chia theo chiều dọc trước khi nó được sử dụng, nhưng nó cũng có thể được làm rỗng và được sử dụng như một cái ống. Các bộ phận bên trong của rễ cây được sử dụng như một loại thuốc kích dục cho nam. Những quả màu vàng có thể ăn được.